# Ernesto Ponzio
Ernesto Ponzio (Buenos Aires, Argentina, 10 de julio de 1885 - Banfield, provincia de Buenos Aires, Argentina, 21 de octubre de 1934), a quien llamaban “el Pibe Ernesto” fue un violinista de tango perteneciente al período llamado “de la Guardia Vieja”. 
Nació, según algunos autores, en el barrio que por entonces era llamado Tierra del Fuego, que estaba situado entre la después demolida Penitenciaría Nacional –actual Parque Las Heras- y el Cementerio de la Recoleta, en tanto otros dicen que fue en el barrio de San Telmo.
Era hijo de la uruguaya Casilda Casafú y del napolitano Antonio Ponzio, un músico que falleció en forma repentina mientras tocaba el arpa en un escenario durante un recital.

## Actividad artística
Ernesto Ponzio estudió violín en el conservatorio del maestro Alberto Williams y al fallecer su padre debió utilizar sus conocimientos para trabajar en fondas y cantinas. Con el tiempo llegó a ser requerido para trabajar con su violín en lugares que eran famosos en esa época y que quedaron en la memoria histórica porteña: "Hansen", “La Batería”, sita en Retiro, "El Tambito", ubicado entre la arboleda de Palermo, "Laura", "La Vasca", casa de baile ubicada en calle Europa –designada desde 1908 como Carlos Calvo- casi esquina Jujuy, perteneciente a María “La Vasca”, "Mamita" - casa de bailes de Concepción Amaya sita en Lavalle 2177-, entre otros, donde actuó en diversos conjuntos orquestales, algunos que formó con su amigo y compañero de siempre, Juan Carlos Bazán, quien tocaba el clarinete, uno de los instrumentos no convencionales del tango, también con el trío que integró con José Dionisio Fuster (Flauta) y el Pardo Canaveri (guitarra), el trío con Eusebio Aspiazú, un guitarrista moreno, ciego, músico habilidoso a quien Ponzio dispensó siempre afecto entrañable, y el flautista Vicente Pecci e incluso en 1910 un trío con Eduardo Arolas y Leopoldo Thompson.
En 1924 cometió un homicidio por el que estuvo preso varios años y al salir de la cárcel reanudó su actividad artística. Al salir y retornar a Buenos Aires su carrera fue declinando por falta de disciplina de trabajo. El empresario Pascual Carcavallo lo contrató para una temporada en el Teatro Nacional, como integrante de la Orquesta de la Guardia Vieja junto a Juan Carlos Bazán, José Luis Padula, Enrique Saborido, Luis Teisseire y otros músicos.
También tocó en la Orquesta Típica Ponzio-Bazán, de la que se recuerda una importante actuación en 1932 en el Luna Park. En 1933 participó en la obra De Gabino a Gardel , junto a este cantor y un gran elenco. 
Se desempeñó en radio y en la primera película sonora del país ¡Tango!, de Argentina Sono Film en 1933.
El último escenario en que actuó fue el del teatro El Nacional. El domingo 21 de octubre de 1934, al mediodía, comenzó a sentirse mal y falleció instantes más tarde por un aneurisma del corazón.
A pesar de tratarse de una época de abundante producción discográfica, no quedaron grabaciones propias y se desconoce si participó en registros de otros conjuntos. Solo quedó el registro en la película Tango! donde junto a Bazán y otros músicos aparece tocando Don Juan .

## Algunos tangos
El famoso tango Don Juan fue, al parecer, escrito en 1898. Su segunda edición tiene letra de Ricardo J. Podestá y el subtítulo de El taita del barrio y hay otra letra posterior de Alfredo Eusebio Gobbi titulada Mozos guapos.
Hay dos versiones sobre el nacimiento de este tango: una dice que fue estrenado en “Mamita”, inspirado tras haber oído unos pocos compases en piano por un tal “Negro Sergio”, y otra que fue en el Hansen, dedicado al “taita” Juan Cabello (mencionado en la letra añadida luego por Podestá). Este tango tuvo una gran influencia en la época y es uno de los que se difundió mundialmente.
El tango Ataniche –anagrama de Che, Anita- que estrenara en “El Tambito”, tiene dos versiones sobre su nombre : una, que es en homenaje a una bella y elegante concurrente a ese lugar que llegaba en una victoria con pequeñas campanillas de plata que se agitaban sonoras y otra, que lo había dedicado a una antigua noviecita. La letra había sido confiada por Ponzio a María Luisa Carnelli, que recién la escribió, bajo el seudónimo Luis Mario, en colaboración con Roberto Selles en 1985. El tango también circuló bajo el título de Los Guevara.	
El tango Culpas Ajenas, escrito en 1928, fue grabado al año siguiente por Rosita Quiroga y Carlos Gardel, tiene letra de Jorge Curi y alude al tiempo que Ponzio pasó en la cárcel.
La milonga Avellaneda fue dedicada al caudillo Alberto Barceló y su letra es de Luis Mario. No tuvo difusión en su época y recién fue estrenado el 20 de septiembre de 1993 por Silvana Gregory en La Casona del Conde de Palermo.
El taura es un tango de 1934 con letra de Luis Mario que Ponzio estaba componiendo al fallecer. Lleva el subtítulo de Viejo taura para diferenciarlo de los otros dos anteriores, Viejo Taura, el colosal éxito de la orquesta típica Ferrazzano-Polero, notable creación del aplaudido chansonnier J. B. Giliberi. con letra de Francisco Alfredo Filiberto Marino (autor entre otros de El ciruja y música de Nicolás Blois, con Nº de Registro S.A.D.A.I.C.: 37.900, que fue grabado el 2 de mayo de 1927, solo instrumental, por la Orquesta Típica Victor, RCA VICTOR 79.842 - A, por el cantor Ítalo Goyeche acompañado por guitarra, para RCA VICTOR - matriz BAVE-1202 y Tanzorchester Adalbert Lutter -Telefunken,  A10160, en Alemania, y el que compusieron Gerardo Metallo y Agustín Bardi.
¡Quiero papita!  es de 1900 y lleva letra de Luis Mario desde 1932, año en que lo grabó Alberto Gómez con la Orquesta Típica Victor.

## Vida personal
Ernesto Ponzio se casó el 9 de junio de 1906 con Adela Savino, por entonces de 16 años, a quien conoció en la casa familiar a donde iba a visitar a sus jóvenes hermanos de los que era amigo. El matrimonio radicó en Lanús Oeste donde instalaron el negocio de almacén “El Pibe” que luego trasladaron y cambiaron al nombre de “Los Paraísos”. 
En 1902 tuvo un proceso por lesiones en la ciudad de Coronel Suárez y en 1906 fue detenido por causar lesiones con arma de fuego y recibió una condena de dos años de prisión. El 18 de enero de 1924, en un prostíbulo del barrio Pichincha de la ciudad de Rosario, provincia de Santa Fe, Ponzio mató de un balazo a un tal Pedro Báez. Procesado, fue condenado a 20 años de cárcel más la pena accesoria de reclusión por tiempo indeterminado en razón de registrar condenas anteriores pero salió en 1928 merced a un indulto.
Fue descripto por su esposa:

”…de estatura mediana, gallardo y apuesto. Fácilmente se dibujaba en su rostro amplia sonrisa. Le caracterizaba un sentimiento de generosidad extremada. Recuerdo que frecuentemente llegaban hasta él músicos que se hallaban con el bolsillo exhausto; si su situación no le permitía ayudarles con dinero, les cedía alguna partitura que había compuesto, o en su defecto la escribía delante del atribulado que balbuceaba conmovido palabras de agradecimiento.“.

Por su parte José Gobello dice de Ponzio:

”…criado en el malevaje y hombre de sangre caliente, ya había conocido más de un calabozo. Hombre simpático pero de mala hiel y de alma cerrada, se dejaba arrebatar por su genio, que no toleraba agravios. No era un compadre capaz de no alzar la voz y de jugarse la vida…más bien era capaz de quitársela a otro, a puro bufonazo. Hombre de dedo ágil y alma torva, aunque por rachas más bien perdonador, era temido por unos, esquivado por otros y querido por algunos”.

## Tangos de su autoría
- 18 kilates
- Ataniche
- Avellaneda (milonga)
- Cara dura
- Contámela que te escucho
- Contraflor
- Culpas ajenas
- De quién es eso
- Don Juan
- Don Natalio (dedicado al director del Diario Crítica)
- El azulejo,
- La milonga de mi barrio (milonga)
- Los Inmortales
- No te lo puedo decir
- Ojo de agua
- Quiero papita
- Tardes pampeanas (estilo)
- Trovador de arrabal